# César Arranz
César Mariano Arranz Martín (Talavera de la Reina, 19 dicembre 1969) è un ex cestista spagnolo.

## Palmarès
- Copa del Rey: 1

Estudiantes: 2000